# August Wilhelm von Braun
August Wilhelm von Braun (* 1701 in Giersleben; † 28. Juni 1770 in Groß-Glogau) war ein preußischer Generalleutnant, Chef des Infanterieregiments Nr. 37 und Ritter des Ordens Pour le Mérite.

## Leben

### Herkunft
Seine Eltern waren Adam Friedrich von Braun (* 24. Dezember 1661 in Voigtstedt; † 12. November 1738 in Giersleben), Herr auf Giersleben und anhaltinisch-köthener Amtshauptmann, und dessen Ehefrau Anna Margarethe, geborene von Lattorff aus dem Hause Klicken (* 2. November 1668; † 5. Juni 1706). Sie waren in Anhalt-Köthen ansässig. Der spätere preußische General der Infanterie Heinrich Gottlob von Braun (1714–1798) war sein Stiefbruder.

### Militärkarriere
Braun wurde 1719 als Gefreiterkorporal im Infanterieregiment „Anhalt“ der Preußischen Armee angestellt. Im Verlauf seiner Militärkarriere stieg er bis Juli 1740 zum Kapitän und Kompaniechef auf. Im Feldzug 1741/42 befand Braun sich im Lager bei Brandenburg an der Havel. Während des Zweiten Schlesischen Krieges nahm er an der Belagerung von Prag sowie den Schlachten bei Hohenfriedberg und Soor teil und wurde anschließend am 9. April 1746 zum Major befördert.
Im Feldzug 1756/63 kämpfte Braun bei Lobositz und wurde vor Prag sowie anschließend bei Kolin verwundet. Am 6. März 1758 wurde er zum Kommandeur seines Regiments ernannt und am 24. Oktober desselben Jahres schließlich zum Generalmajor befördert. Der König ernannte Braun am 8. Dezember 1758 zum Chef des Füsilierregiments „von Kurssel“ und verlieh ihm für seine Tapferkeit beim Gefecht von Strehlen den Orden Pour le Mérite.
Während des Feldzuges hat Braun mit dem Generalmajor Wobersnow den Fürst Sulkowski wegen dessen Unterstützung der russischen Truppen in seiner Residenz in Lissa verhaftet und nach Glogau gebracht.
Am 30. Juli 1767 wurde Braun zum Generalleutnant befördert. Nach seinem Tod bestattete man ihn am 2. Juli 1770 in der Schulkirche in Halle (Saale).

### Familie
Braun hatte sich 1752 mit Gisela Henriette von Wuthenow, verwitwete von Zehmen verheiratet. Seine drei Stieftöchter erhielten am 1. Juli 1770 die Erlaubnis, sich von Zehmen gen. von Braun zu nennen.
- Luise Ferdinande (* Dezember 1738; † 4. August 1789 in Halle (Saale)) ⚭ Wolfgang Heinrich Ernst von Klüx (1728–1805), preußischer Generalleutnant
- Christiane Henriette ⚭ 1772 Karl Siegfried von Bomsdorff(* 14. August 1718; † 2. Januar 1794)[3], preußischer Kapitän a. D.
- Charlotte Ernestine (* 1737; † 15. Februar 1772 in Halle (Saale))